# I Got You (I Feel Good)
Pour les articles homonymes, voir I Got You et I Feel Good.
Singles de James Brown
Papa's Got a Brand New Bag (Pt. 1)
(1965) Ain't That a Groove (en) (Pts. 1 & 2)
(1966)
I Got You (I Feel Good), mieux connue sous le simple titre I Feel Good, est une chanson américaine écrite et enregistrée par James Brown en 1964, et sortie sur l'album Out of Sight. Publiée l'année suivante comme single, elle devient son titre phare et sa chanson la plus connue.

## Historique
La même année que son tube Papa's Got a Brand New Bag, premier disque de la musique funk, le « Soul Brother Number One »  remporte son plus grand succès populaire avec I Got You (I Feel Good). Il s'agit d'une nouvelle version accélérée et survoltée d'une chanson intitulée I Found You que Brown avait écrite quelques années auparavant pour l'une de ses premières protégées, la chanteuse de la James Brown Revue Yvonne Fair. I Got You reçoit une aide d'une source des plus improbables, qui permet à la chanson de briller dans les charts pop ; en effet, quelques mois avant la sortie du single, Brown a interprété la chanson dans le film pour adolescents Ski Party de Frankie Avalon.
Un premier enregistrement de la chanson est édité par Smash sur l'album Out of Sight paru en septembre 1964. Mais c'est une version différente qui sort en single sur le label King à l'automne 1965, avant de figurer sur la compilation I Got You (I Feel Good) en janvier 1966. La chanson comprend notamment un solo de saxophone alto de Maceo Parker.
I Got You se place en 3e position dans le classement Hot 100 du magazine Billboard, et reste en tête du palmarès Rhythm and Blues Singles durant six semaines (non consécutives).
En 2004 et 2010, le magazine américain Rolling Stone classe la chanson dans sa liste des « 500 plus grandes chansons de tous les temps », en 78e position (mais elle est exclue du nouveau classement de 2021). Elle est également sélectionnée par le Rock and Roll Hall of Fame, en 1995, comme l'une des « 500 chansons qui ont façonné le rock 'n' roll ». En 2013, elle reçoit le Grammy Hall of Fame Award.

## Personnel
- James Brown — Chant

Avec le James Brown Orchestra:
- Jimmy Nolen — guitare électrique
- David "Hooks" Williams – basse
- Melvin Parker — batterie
- Ron Tooley — trompette
- Joe Dupars — trompette
- Mike Ridley — trompette
- Levi Rasbury — trombone
- Maceo Parker — saxophone alto
- Nat Jones — saxophone alto, orgue Hammond
- St. Clair Pinckney — saxophone ténor
- Eldee Williams – saxophone ténor
- Al "Brisco" Clark – saxophone ténor

## Reprises
Les cris de James Brown au début et à la fin de la chanson sont samplés à plusieurs reprises pour des chansons de hip-hop. La chanson est également reprise à plusieurs reprises par d'autres interprètes et est fréquemment jouée lors d'événements sportifs.

## Apparitions au cinéma et à la télévision
En 1965, James Brown et son groupe vocal, The Famous Flames (Bobby Byrd, Bobby Bennett et Lloyd Stallworth) ont interprété la chanson dans une apparition dans le film comique d'American International Pictures Ski Party (en). Depuis lors, la chanson est apparue dans de nombreuses bandes originales de films, dont Les Copains d'abord (The Big Chill), Le Professeur foldingue (The Nutty Professor) ; Good Morning vietnam, Maman, je suis seul contre tous (Home Alone 4: Taking Back the House), Mr Jones, Papa, j'ai une maman pour toi (It Takes Two), Dr Dolittle, Astérix & Obélix : Mission Cléopâtre, Garfield (Garfield : The Movie) où elle a été utilisée comme thème principal, Hors limites (Exit Wounds), Transformers, Paddington ou encore Big Eyes. Elle est également apparue dans des bandes-annonces de films, dont Milliardaire malgré lui (It Could Happen To You).
Les apparitions télévisées de la chanson incluent l'épisode de L'Enfer du devoir (Tour of Duty) The Road to Long Binh, l'épisode des Simpsons Bart enfant modèle (Bart's Inner Child), où James Brown lui-même la chante, l'épisode d'Alvin et les Chipmunks Kong! interprété par Alvin et les Chipmunks, l'épisode Le retour de grand-mère de La Fête à la maison (Full House), l'épisode Morp Malcolm (Malcolm in the Middle), l'épisode de Lost : Les Disparus The Greater Good ou encore l'épisode de Deux Flics à Miami (Miami Vice) Missing Hours dans lequel Brown a fait une apparition en tant qu'ancienne star de la musique devenue un escroc qui fait la promotion de la vie extraterrestre. Dans l'épisode final de la série Le Prince de Bel-Air (The Fresh Prince of Bel-Air), I, Done, Philip Banks danse sur la chanson le jour de son anniversaire ; mais aussi dans l'épisode Cold Feet, Hot Body, quand Will Smith voit à nouveau la naufragée Denise à la douche nuptiale de Lisa, il crie puis chante cette chanson juste pour que Lisa ne sache pas que lui et Denise se sont embrassés, mais Will a déjà transformé Denise vers le bas depuis qu'il aime Lisa et devient ami avec Lisa par la suite, étant ainsi invité à la douche nuptiale. Dans l'épisode Le père de la mariée de La Vie de famille (Family Matters), Carl chante cette chanson pour célébrer le fait qu'il n'a pas à emmener Steve Urkel au bowling après que Laura accepte d'aller jouer au bowling avec Urkel après que Carl l'a soudoyée. L'épisode épisode La Lune de miel (Home Alone) de Notre belle famille quand Frank et Carol Lambert sont en week-end romantique dans un hôtel et quand Frank jette son dos et ne veut pas que Carol sache qu'il a jeté son dos, il chante cette chanson quand il crie "Ow !" de la douleur ; également dans l'épisode Grandes Premières (College Bound) lorsque Dana obtient son premier D et que ses frères et sœurs le découvrent, Mark commence à chanter cette chanson pour célébrer qu'il est désormais l'enfant le plus intelligent de la famille. Dans la même série, dans l'épisode Vive la liberté (Party Animal), cette chanson peut être entendue lors de la fête à la maison de la sororité dans laquelle Dana a emménagé et quand elle est ivre. Dans l'épisode de Punky Brewster Il faut savoir dire non(Just Say No), Mike Fulton a chanté cette chanson à Punky Brewster quand il lui racontait l'histoire de sa vie sur la pression des pairs et comment il imite James Brown et chante cette chanson. Kids Incorporated a repris I Feel Good en 1993 dans l'épisode de la saison 9 Dating Anxiety. Il est entendu dans une publicité télévisée 2020 pour Applebee's.
Elle a également été diffusée sur NTV7, une chaîne de télévision malaisienne, car on y diffuse la chanson accompagnée des clips de ses programmes en début et en fin de journée depuis son lancement en 1998 jusqu'aux environs de 2006. Elle reflète le slogan de la chaîne, "Your Feel Good Channel". La chanson fait également des apparitions occasionnelles sur Soccer Saturday lorsque le présentateur et fan de Hartlepool United, Jeff Stelling, produit une poupée à chaque fois que l'ailier James Brown marque, à la grande joie des experts du studio et des téléspectateurs (certains téléspectateurs étant obligés de boire s'ils jouent le jeu à boire pour l'accompagner).
La chanson, enregistrée peut-être par un groupe au son similaire, a été utilisée dans une publicité pour les bougies d'allumage Autolite dans les années 1980 où des êtres humains étaient utilisés comme bougies d'allumage et dansaient ou faisaient de l'exercice sur la chanson et informaient la personne qui a ouvert le capot de leur garantie.